# Джон Гейнінг
Йоганнес «Джон» Корнеліс Гейнінг (нід. Johannes Cornelis Heijning; 12 грудня 1884, Гаага — 19 травня 1947, Гілверсум) — нідерландський футболіст і державний службовець.

## Життєпис
Виступав на позиції захисника за гаазький клуб ГВВ. Чемпіон Нідерландів і володар Кубка Нідерландів. У фіналі кубка 1903 року ГВВ переміг ГБС з рахунком 6:1, а молодий Джон Гейнінг, що тоді ще виступав на позиції нападника, забив один з голів.
Між 1907 і 1912 роками Гейнінг зіграв вісім ігор за збірну Нідерландів. У трьох матчах був капітаном збірної. Був частиною команди на літніх Олімпійських іграх 1908 року, але залишився у запасі і не нагороджений бронзовою медаллю.
Гейнінг вивчав право і був директором NV Nederlandsch Zuid-Afrikaansche Stoomvaartmaatschappij (лінія Голландія-Південна Африка). З 1926 року і до самої смерті працював генеральним секретарем у Rijks Verzekeringsbank. У 1937 році нагороджений орденом кавалера Нідерландського лева. Був одружений на Франсен ван де Путте. Похований в Оуд-Ейк-ен-Дуйнен у Гаазі.

## Титули і досягнення
- Бронзовий призер Олімпійських ігор (1):

Нідерланди: 1908
- Чемпіон Нідерландів (3):

ГВВ (Гаага): 1905, 1907, 1910
- Володар Кубка Нідерландів (1):

ГВВ (Гаага): 1903

## Статистика

### Статистика виступів за збірну
| Дата      | Місто     | Господарі  | Результат | Гості            | Турнір           | Голи | Примітки                 |
| --------- | --------- | ---------- | --------- | ---------------- | ---------------- | ---- | ------------------------ |
| 1-4-1907  | Гаага     | Нідерланди | 1 – 8     | Англія           | товариський матч | -    | Аматорська збірна Англії |
| 14-4-1907 | Антверпен | Бельгія    | 1 – 3     | Нідерланди       | товариський матч | -    |                          |
| 9-5-1907  | Гарлем    | Нідерланди | 1 – 2     | Бельгія          | товариський матч | -    |                          |
| 13-3-1910 | Антверпен | Бельгія    | 3 – 2     | Нідерланди       | товариський матч | -    |                          |
| 17-4-1911 | Амстердам | Нідерланди | 0 – 1     | Англія           | товариський матч | -    | Аматорська збірна Англії |
| 16-3-1912 | Галл      | Англія     | 4 – 0     | Нідерланди       | товариський матч | -    | Аматорська збірна Англії |
| 24-3-1912 | Зволле    | Нідерланди | 5 – 5     | Німецька імперія | товариський матч | -    |                          |
| 28-4-1912 | Дордрехт  | Нідерланди | 4 – 3     | Бельгія          | товариський матч | -    |                          |
| Усього    |           | Матчів     | 8         |                  | Голів            | 0    |                          |